# Rebibbia

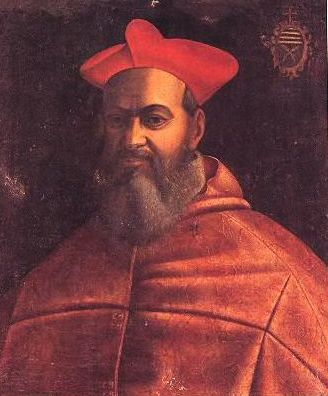
Il cardinale Scipione Rebiba dal cui nome deriva il toponimo Rebibbia

Rebibbia è un'area urbana del Municipio Roma IV di Roma Capitale. Fa parte del quartiere Q. XXIX Ponte Mammolo e si trova sulla via Tiburtina, prima del Casale di San Basilio, nella periferia nord-est della città.
Il nome richiama il casato del cardinale Scipione Rebiba, proprietario di una grande tenuta che costituiva l'attuale quartiere attorno a Ponte Mammolo.
Cominciata a costruire agli inizi del XX secolo e sviluppatasi in modo consistente a partire dagli anni settanta, è costituita da case quasi completamente familiari composte principalmente da pochi piani e piccoli giardini, in stile quasi rurale. Il quartiere è particolarmente noto per la presenza dell'omonimo Polo penitenziario.
A Rebibbia visse il regista Pier Paolo Pasolini, come ricorda una targa posta in piazza Ferriani. Quest'ultima è stata ristrutturata nel 2002.
che io credevo persi in una luce

di necessità, e che ora so così liberi»
(Testo della targa dedicata a Pasolini)

## Scavi archeologici
- Sepolcri e magazzini di via Tiburtina. Il sepolcro è posto presso un ristorante[3], mentre i sepolcri di età imperiale al lato settentrionale e dei magazzini di età tardo repubblicana al lato meridionale della via.[4]
- Casale di Rebibbia o de La Vannina. È sito in via di Ponte Mammolo 30, su una rupe alla destra dell'Aniene. È documentato dal XVI secolo e appare in una veduta di Giuseppe Vasi del 1754, di fianco all'antico Ponte Mammolo. È composto di due edifici delimitati da un recinto con un cortile interno su cui si appoggiano degli edifici moderni. Una cornice marcapiano era una separatrice fra il corpo principale e una torre ora inglobata in una struttura. Al recinto si addossa la cappella di San Giuseppe. Presso il casale vi sono delle cave di tufo sfruttate fino ai primi decenni del XX secolo.[5]
- Strutture antiche via Tiburtina, su via Stanislao Cannizzaro.[6]

## Architetture religiose

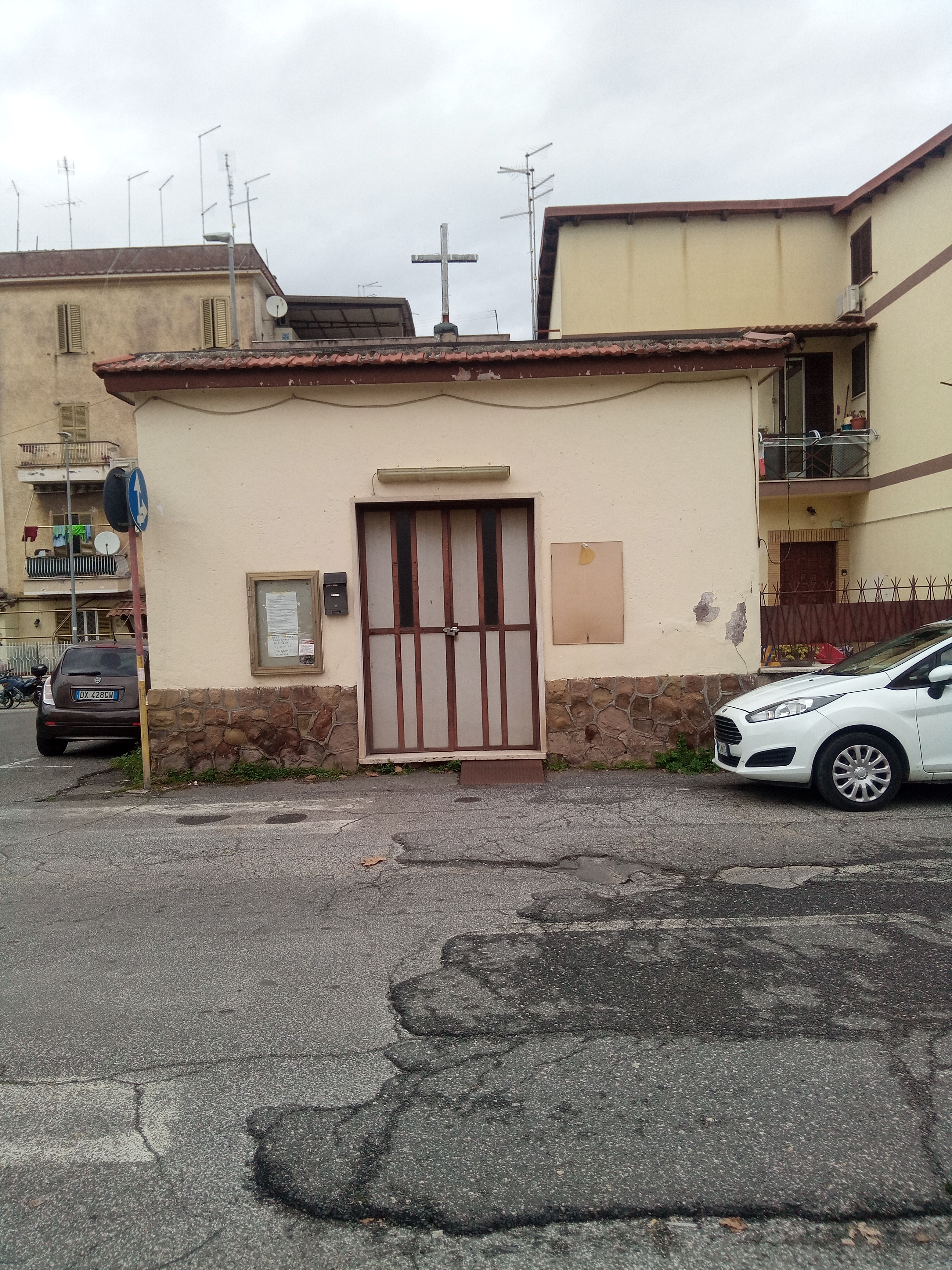
La chiesetta di Rebibbia

- Chiesa del Sacro Cuore di Gesù a Ponte Mammolo, su via di Casal de' Pazzi.
- Chiesa di San Gelasio I papa, su via Fermo Corni.
- Chiesetta di Rebibbia, è sita in via Tagliere 1, è una cappella risalente al XX secolo. Dopo la costruzione della chiesa di San Gelasio venne edificata questa chiesetta molto semplice presso una fattoria. Tuttavia questa cappella fu tenuta come luogo di messa esterno alla chiesa di San Gelasio vista la lunga distanza da essa. L'aspetto esterno è semplice, con tetto piatto con un unico portale mentre tre finestre quadrangolari si affacciano nella vicina Piazza Ferriani. Sul tetto, sul lato della piazza, vi è una campana su una matrice metallica.